# Сильва, Уго
Рафаэль Уго Фернандес Сильва (исп. Rafael Hugo Fernández Silva; род. 10 мая 1977, Мадрид) — испанский актёр, известный своими ролями в таких фильмах и телесериалах, как «Люди Пако», «Секс, вечеринки и ложь», «Человек из песка» и «Отряд Коста-дель-Соль».

## Биография
Сильва родился 10 мая 1977 года в Мадриде, Испания. Поначалу работал электриком, но с помощью матери решает стать актёром, поступив в Королевскую высшую школу драматического искусства. В 1998 году присоединяется к музыкальной группе Inordem, но уже в следующем году выходит из неё.
После участия в испанской телепередаче «Марсианские хроники» (исп. Crónicas marcianas) обращает на себя внимание кинематографистов и в 2000 году получает роль в молодёжном телесериале «Al Salir de Clase».
В 2002—2004 годах играет в таких фильмах и телесериалах, как «Paco y Veva», «Reinas», «El comisario» и других. В 2005 году Сильва получил роль Лукаса Фернандеса в телесериале «Люди Пако», которая и принесла актёру широкую известность. С 2016 года играет роль «Пачино» в телесериале «Министерство времени».
Три раза номинировался на премию Fotogramas de Plata как лучший киноактёр — «Люди Пако» (2007), «Человек из песка» (2008), «Секс, вечеринки и ложь» (2010).

## Фильмография
| Год       |   | Русское название                  | Оригинальное название      | Роль                         |
| --------- | - | --------------------------------- | -------------------------- | ---------------------------- |
| 2000—2002 | с | После окончания школы             | Al salir del clase         | Гильермо Сьерра              |
| 2000      | ф | Жалкая жизнь                      | Terca vida                 | ?                            |
| 2002—2003 | с | Комиссар                          | El comisario               | Чема/Себастьян Альваро       |
| 2003      | ф |                                   | Ladies' Night              | Даго                         |
| 2004—2005 | с | Пако и Вева                       | Paco y Veva                | Пако                         |
| 2005      | ф | Королевы                          | Reinas                     | Хонас                        |
| 2005—2009 | с | Люди Пако                         | Los hombres de Paco        | Лукас Фернандес              |
| 2007      | ф | Человек из песка                  | El hombre de arena         | Матео                        |
| 2009      | ф | Секс, вечеринки и ложь            | Mentiras y gordas          | Карлос                       |
| 2009      | ф | Кишечник                          | Agallas                    | Себас                        |
| 2010      | с | Карабуджан                        | Karabudjan                 | Диего Сальгадо               |
| 2010      | ф | Пусть умрут некрасивые поступки   | Que se mueran los feos     | Роман                        |
| 2010      | с | Принцесса Эболи                   | La princesa de Éboli       | Антонио Перес                |
| 2011      | ф | Вне игры                          | En fuera de juego          | Уго                          |
| 2011      | ф | Обратная сторона любви            | Lo contrario al amor       | Рауль                        |
| 2011      | с | Сердце океана                     | El corazón del océano      | капитан Хуан де Саласар      |
| 2012      | ф | Тело                              | El cuerpo                  | Алекс Ульоа                  |
| 2013      | ф | Я очень возбуждён                 | Los amantes pasajeros      | Бенито Морон                 |
| 2013      | ф | Ведьмы из Сугаррамурди            | Las brujas de Zugarramurdi | Хосе                         |
| 2016—2020 | ф | Министерство времени (2—4 сезоны) | El ministerio del tiempo   | Хесус Мендес Понтон «Пачино» |
| 2019      | с | Отряд Коста-дель-Соль             | Brigada Costa del Sol      | Бруно Лопес                  |